# Еврибиад
Еврибиад (на гръцки: Εύρυβιάδης; на латински: Eurybiades) е спартански пълководец, началник на обединения гръцки флот по време на Гръко-персийските войни 480 пр.н.е..
Получава ръководството по искане на атинските съюзници, които не искат пълководец от атиняните. Когато съюзниците се убеждават в численото превъзходство на персийския флот, те започнали да мислят за завръщане по домовете. Евбейците, знаейки, че първи ще станат жертви на персите, ако това стане, напразно умолявали Еврибиад да остане. Тогава, както съобщава Херодот, те подкупили Темистокъл, а той на свой ред, дал значителна сума на Еврибиад, който предполагал, че тези пари идват от атинската хазна - и гръцката войска останала по местата си. Преди битката при Саламин решаващия глас в полза на битката е отново на Темистокъл, на който е принуден да се подчинява и Еврибиад.